# Нечкинское (сельское поселение)
Нечкинское — упразднённое муниципальное образование со статусом сельского поселения в Сарапульском районе Удмуртии Российской Федерации.
Административный центр — село Нечкино.
25 июня 2021 года упразднено в связи с преобразованием муниципального района в муниципальный округ.

## История
Статус и границы сельского поселения установлены Законом Удмуртской Республики от 15.06.2005 № 39-РЗ «Об установлении границ муниципальных образований и наделении соответствующим статусом муниципальных образований на территории Сарапульского района Удмуртской Республики».

## Население
| 2010  | 2012  | 2013  | 2014  | 2015  | 2016  | 2017  |
| ----- | ----- | ----- | ----- | ----- | ----- | ----- |
| 1769  | ↘1742 | ↘1694 | ↘1660 | ↘1654 | ↘1640 | ↗1655 |
| 2018  | 2019  | 2020  |       |       |       |       |
| ↗1672 | ↘1665 | ↘1647 |       |       |       |       |

## Состав сельского поселения
| № | Населённый пункт | Тип населённого пункта       | Население |
| - | ---------------- | ---------------------------- | --------- |
| 1 | Горбуново        | деревня                      | ↘67       |
| 2 | Лагуново         | село                         | ↘356      |
| 3 | Нечкино          | село, административный центр | ↘1063     |
| 4 | Юриха            | деревня                      | ↘256      |